# Udo Pankoke
Udo Pankoke (* 20. Jahrhundert) ist ein deutscher Chemieingenieur und Professor an der FH Aachen.

## Vita
Pankoke studierte von 1987 bis 1992 an der Technischen Universität Dortmund und erwarb dort den akademischen Grad eines Diplom-Ingenieurs (Dipl.-Ing.). Anschließend wechselte er an die RWTH Aachen, wo er 1996 zum Dr. Ing. promovierte.
Im Anschluss daran arbeitete er bis zum Jahr 2000 beim TÜV Rheinland in Leverkusen als Sachverständiger für Werkstoffe und Korrosion. Danach war er bis 2003 Laborleiter für Werkstoffprüfung und Metallografie bei der Bayer AG, anschließend bis 2007 Manager für Mechanical Integrity bei Bayer in Bayton (Texas) und wurde nach seiner Rückkehr nach Deutschland zum Director of Materials Characterization & Testing von Bayer Technology Services ernannt. Von 2011 bis 2018 arbeditete Pankoke bei dem Werkstoffhersteller Covestro, zunächst bis 2014 als Senior Expert Asset Life Cycle Management & Defect Elimination in Brunsbüttel und danach als Head of Production & Technology Specialty Films in Dormagen.
Im Jahr 2018 folgte Pankoke einem Ruf an die FH Aachen wo er seitdem als Professor am Institut für angewandte Polymerchemie mit dem Schwerpunkt technische Chemie und Kunststoffverarbeitung an der FH Aachen lehrt.